# Sycon subhispidum
Sycon subhispidum är en svampdjursart som först beskrevs av Carter 1886.  Sycon subhispidum ingår i släktet Sycon och familjen Sycettidae. Inga underarter finns listade i Catalogue of Life.